# Juin 1912

## Événements
- Lénine quitte Paris pour s’installer en Galicie Autrichienne.

- 8 juin : 
  - le Britannique Sopwitch remporte l'« Aerial Derby » sur un « Blériot XI »;
  - décès d'Albert Kimmerling lors d'un vol sur prototype monoplan biplace Sommer.

- 9 juin  : une série de meurtres a lieu à Villisca (Iowa).

- 12 juin : inauguration du Château Laurier à Ottawa.

- 15 juin : 
  - Érection de l'exarchat apostolique de Winnipeg. Nicétas Budka en est le premier évêque.
  - Restauration de la justice de paix abolie en 1889. Les Juifs en sont exclus.

- 19 juin : la Central Flying School ouvre ses portes à Upavon. Elle est chargée de former les pilotes et les spécialistes de l'aviation militaire britannique, qu'ils proviennent de l'Army ou de la Navy.

- 22 juin (?) : le 13e dalaï lama rentre à Lhassa après son exil en Inde.

- 24 juin : grand feu de Chicoutimi au Québec : un incendie débute dans le Château Saguenay et se propage dans tout le centre-ville de Chicoutimi. 104 bâtiments, maisons ou commerces sont détruits mais aucune perte de vie n'est enregistrée.

- 26 juin : cinquième édition du Grand Prix automobile de France à Dieppe. Le pilote français Georges Boillot s'impose sur une Peugeot.

- 30 juin :
  - Canada : à Regina, une tornade tue 28 personnes.
  - Loi électorale instituant le suffrage universel masculin en Italie. 52 socialistes et 33 catholiques entrent au Parlement en 1913.

## Naissances
- 4 juin : Robert Jacobsen artiste danois († 26 janvier 1993).
- 5 juin : Alexandru Todea, cardinal roumain († 22 mai 2002).
- 6 juin : 
  - María Montez, actrice dominicaine († 7 septembre 1951).
  - André Ludwig, supercentenaire français et doyen masculin de France.
- 7 juin : Jacques Hélian, chef d'orchestre français († 29 juin 1986).
- 8 juin : Maurice Bellemare, politicien québécois († 15 juin 1989).
- 10 juin: Jean Lesage, premier ministre du Québec († 12 décembre 1980).
- 13 juin : Avelar Brandão Vilela, cardinal brésilien, archevêque de São Salvador da Bahia († 7 janvier 1963).
- 14 juin : György Gál, un journaliste hongrois († 19 décembre 1986).
- 16 juin : Albert Chartier, dessinateur de bande dessinée († 21 février 2004).
- 23 juin : Alan Mathison Turing, mathématicien et informaticien britannique († 7 juin 1954).
- 29 juin : Lucie Aubrac, résistante et enseignante française († 14 mars 2007).

## Décès
- 4 juin : Josep Sanyas militaire et poète français (° 26 septembre 1861).
- 12 juin :
  - Frédéric Passy, homme politique français, Prix Nobel de la paix en 1901.
  - Ferdinand Zirkel, géologue et pétrologue allemand.
- 20 juin : Emanuel Samson van Beever, peintre néerlandais (° 28 mars 1876).
- 25 juin : 
  - Sir Laurens Alma-Tadema, peintre britannique d'origine hollandaise (° 8 janvier 1836).
  - Hubert Latham, lors d'une chasse en Afrique (Brevet de pilote no 9).